# Eike Onnen
Eike Onnen (ur. 3 sierpnia 1982 w Hanowerze), – niemiecki lekkoatleta, skoczek wzwyż.
Zajął  7. miejsce na mistrzostwach świata w Osace, zwyciężył w  konkursie skoku wzwyż podczas superligi pucharu Europy (Monachium 2007), 3-krotny mistrz Niemiec na otwartym stadionie (2005, 2006, 2009), ma na swoim koncie także złote medale mistrzostw Niemiec w hali.

## Rekordy życiowe
- skok wzwyż – 2,34 (2007)